# Partido dos Socialistas da República da Moldávia
O Partido Socialista da República da Moldávia (em romeno: Partidul Socialist din Republica Moldova , PSRM; em russo: Партия социалистов Республики Молдова) é um partido político da Moldávia.
O PSRM foi fundado em 1997 e, inicialmente, era um partido de pouca influência política, muito devido à influência do Partido dos Comunistas da República da Moldávia. Entre 2009 a 2011, os socialistas integraram as listas do Partido Comunista.
Em 2011, 3 deputados comunistas, liderados por Igor Dodon, integraram o PSRM e romperam o acordo com os comunistas. A partir daqui, os socialistas tornaram-se um dos partidos mais influentes da Moldávia.
Ideologicamente, o PSRM defende uma ideologia próxima do socialismo democrático e do nacionalismo de esquerda. Os socialistas destacam-se por ser um partido abertamente pró-Rússia, defendendo a adesão da Moldávia à União Econômica Eurasiática e tendo amplo na minoria russa na Moldávia.

## Resultados eleitorais

### Eleições presidenciais
| Data | Candidato apoiado | 1ª Volta | 1ª Volta | 1ª Volta     | 2ª Volta | 2ª Volta | 2ª Volta     |
| Data | Candidato apoiado | CI.      | Votos    | %            | CI.      | Votos    | %            |
| ---- | ----------------- | -------- | -------- | ------------ | -------- | -------- | ------------ |
| 2016 | Igor Dodon        | 1.º      | 680 550  | 48,0 / 100,0 | 1.º      | 834 081  | 52,0 / 100,0 |
| 2020 | Igor Dodon        | 2.º      | 439 866  | 33,0 / 100,0 | 2.º      | 690 614  | 42,0 / 100,0 |

### Eleições legislativas
| Data    | CI.                          | Votos                        | %                            | +/-                          | Deputados                    | +/-                          | Status                       |
| ------- | ---------------------------- | ---------------------------- | ---------------------------- | ---------------------------- | ---------------------------- | ---------------------------- | ---------------------------- |
| 1998    | 12.º                         | 9 514                        | 0,6 / 100,0                  |                              | 0 / 101                      |                              | Extra-parlamentar            |
| 2001    | 15.º                         | 7 277                        | 0,5 / 100,0                  | 0,1                          | 0 / 101                      | Estável                      | Extra-parlamentar            |
| 2005    | 4.º                          | 77 490                       | 5,0 / 100,0                  | 4,5                          | 0 / 101                      | Estável                      | Extra-parlamentar            |
| 04/2009 | Concorreu nas listas do PCRM | Concorreu nas listas do PCRM | Concorreu nas listas do PCRM | Concorreu nas listas do PCRM | Concorreu nas listas do PCRM | Concorreu nas listas do PCRM | Concorreu nas listas do PCRM |
| 07/2009 | Concorreu nas listas do PCRM | Concorreu nas listas do PCRM | Concorreu nas listas do PCRM | Concorreu nas listas do PCRM | Concorreu nas listas do PCRM | Concorreu nas listas do PCRM | Concorreu nas listas do PCRM |
| 2010    | Concorreu nas listas do PCRM | Concorreu nas listas do PCRM | Concorreu nas listas do PCRM | Concorreu nas listas do PCRM | Concorreu nas listas do PCRM | Concorreu nas listas do PCRM | Concorreu nas listas do PCRM |
| 2014    | 1.º                          | 327 910                      | 20,5 / 100,0                 |                              | 25 / 101                     |                              | Oposição                     |
| 2019    | 1.º                          | 441 191                      | 31,2 / 100,0                 | 10,7                         | 35 / 101                     |                              |                              |
| 2021    | 2.º                          | 398 678                      | 27,2 / 100,0                 | 4,0                          | 22 / 101                     | 13                           | Oposição                     |